# Arsool
Arsool, soms ook aangeduid als arsenool, is een heterocyclische verbinding van arseen, met als brutoformule C4H5As. De structuur is iso-elektronisch met die van pyrrool: het stikstofatoom is hierbij vervangen door arseen. Arsool behoort tot de groep der metallolen. In tegenstelling tot het analoge pyrrool vertoont het slechts weinig aromatisch karakter. De aromatische stabilisatie-energie is ongeveer de helft van die van pyrrool. Arsool zelf is bekend, maar komt uiterst zelden in zuivere vorm voor. Er is ook een aantal gesubstitueerde derivaten bekend.
Als de arsoolring gefuseerd is met een benzeenring, dan wordt deze stof aangeduid met de naam arsindool of benzarsool.

## Naamgeving
De naamgeving van cyclische organoarseen-verbindingen zoals arsool is gebaseerd op een uitbreiding van de Hantzsch-Widman-nomenclatuur, die door de IUPAC is geaccepteerd.
Vanwege klankovereenkomst met de Engelstalige scheldwoorden asshole en arsehole is de naam ook regelmatig doelwit van woordspelingen.